# Roland Scholl
Roland Heinrich Scholl (Zúrich, 30 de septiembre de 1865 - Mörtitz, 22 de agosto de 1945) fue un químico suizo que ejerció como profesor en varias universidades europeas. Entre sus más notables contribuciones científicas, cabe destacar la síntesis del coroneno, su aportación al desarrollo de la síntesis Bally-Scholl, y otros descubrimientos relacionados con los hidrocarburos aromáticos policíclicos.

## Primeros años y educación
Roland Heinrich Scholl nació el 30 de septiembre de 1865 en Zúrich, hijo de un comerciante originario de la región de Baden. Su educación primaria estuvo a cargo de un profesor privado, mientras que completó su educación secundaria en un instituto de Zúrich. Accedió a la Universidad de Würzburg, donde completó estudios de química y física en 1833. Uno de sus profesores durante esa época fue el químico Johannes Wislicenus, hermano de su madre. Tras realizar el servicio militar en el regimiento bávaro, continuó su formación en la Escuela Politécnica Federal de Zúrich en 1885. En 1890, obtuvo su doctorado en la Universidad de Basilea. 

## Vida y carrera profesional
En 1893, Roland Scholl obtuvo la capacitación para impartir clases (a través del título de Privatdozent) en la Escuela Politécnica Federal de Zúrich, así como en la Universidad de Zúrich. En 1897, se convirtió en director asistente del laboratorio de química de la Escuela Técnica Superior de Karlsruhe. Tras ser promocionado a profesor asociado en 1904, se trasladó a la Universidad de Graz, donde se convirtió en profesor titular en 1907. En 1914, Scholl se presentó voluntario para prestar servicios durante la I Guerra Mundial. Tras finalizar la contienda, se trasladó a la Universidad Técnica de Dresde, donde trabajó como director del Instituto de Química Orgánica hasta su jubilación en 1934.
Como consecuencia de las heridas recibidas en el bombardeo de Dresde, Roland Scholl falleció el 22 de agosto de 1945 en un campo de refugiados situado en un antiguo aeródromo militar, cerca de Mörtitz, un pequeño pueblo de Sajonia.

## Investigación
Rolando Scholl se hizo un nombre en la comunidad científica a una edad temprana gracias a sus publicaciones relacionadas con la química del ácido fulmínico, refutando las estructuras moleculares propuestas por August Kekulé y Edward Divers. Scholl desarrolló algunas investigaciones para BASF a principios de la década de 1900. En 1903, empezó a trabajar con hidrocarburos aromáticos policíclicos, especialmente con los llamados tintes de cuba, como el indantreno o el flavantreno. Entre otras cosas, Scholl desarrolló un método para la síntesis de la pirantrona, el primer tinte libre de nitrógeno y de azufre.
Scholl fue una de las primeras personas en utilizar la microbalanza creada por Fritz Pregl, el padre del microanálisis, que fue un colaborador habitual de Scholl. En 1911, Roland Scholl y Oscar Bally publicaron un artículo sobre la síntesis de la benzantrona mediante condensación de la antraquinona con glicerol, un proceso que tiempo después sería conocido como síntesis Bally-Scholl. En 1932, Scholl fue la primera persona en lograr la síntesis del coroneno.
Durante toda su carrera científica, Roland Scholl publicó unos 180 artículos científicos. Fue elegido miembro de la Academia Austríaca de Ciencias en 1916, miembro de la Academia Sajona de Ciencias en 1920 y miembro de la Sociedad Alemana de Química en 1930. En 1944, fue galardonado con la Medalla Goethe para el Arte y la Ciencia.

## Publicaciones notables
- Scholl, Roland (1903). «Untersuchungen über Indanthren und Flavanthren I». Berichte der deutschen chemischen Gesellschaft (en alemán) 36 (3): 3410-3426. ISSN 0365-9496. doi:10.1002/cber.190303603129. El primer artículo de Scholl sobre los tintes indantreno y flavantreno.

- Bally, Oscar; Scholl, Roland (1911). «Einwirkung von Glycerin und Schwefelsäure auf amidierte und auf stickstofffreie Verbindungen der Anthracen-Reihe: Benzanthron und seine Reduktionsprodukte, nebst Bemerkungen über Namenbildung und Ortsbezeichnung hochgegliederter Ringsysteme der Anthracen-Reihe». Berichte der deutschen chemischen Gesellschaft (en alemán) 44 (2): 1656-1670. ISSN 0365-9496. doi:10.1002/cber.19110440264. Descripción de la síntesis Bally-Scholl.

- Scholl, Roland; Meyer, Kurt (1932). «Synthese des anti-diperi-Dibenz-coronens und dessen Abbau zum Coronen (Hexabenzo-benzol). (Mitbearbeitet von Horst v. Hoeßle und Solon Brissimdji)». Berichte der deutschen chemischen Gesellschaft (en alemán) 65 (5): 902-915. ISSN 0365-9496. doi:10.1002/cber.19320650546. Primera descripción de la síntesis del coroneno.

- Scholl, Roland; Holdermann, Karl; Seer, Christian (1949). «Versuche zur Darstellung von Harnsäure durch Oxydation nichtcyclischer Aminosäureamide. (Unter Mitwirkung von Paul Walenta.)». Chemische Berichte (en alemán) 82 (3): 239-246. ISSN 0365-9496. doi:10.1002/cber.19490820314. Último artículo publicado de Scholl, escrito de memoria en el campo de refugiados.